# Peter I. (Bulgarien)

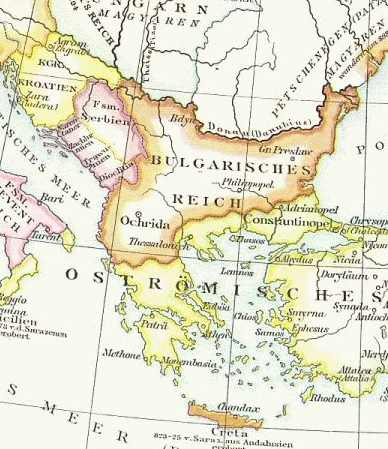
Südosteuropa um 945

Peter I., auch Petar I. (bulgarisch Петър) (unsicher: * 895; † 29. Januar 969), war Zar von Bulgarien im 10. Jahrhundert. Er war der zweite Sohn von Zar Simeon dem Großen und dessen Frau Miriam.
Zar Petar I. wurde mit Maria-Irene von Byzanz verheiratet, der Enkelin des byzantinischen Mitkaisers Romanos I. Lakapenos. Peter regierte 40 Jahre lang und starb am 29. Januar 969. Der gemeinsame Sohn Boris II. folgte ihm auf den Thron. Obwohl Peter I. häufig als kränklich und schwach charakterisiert wird, regierte der Zar länger als jeder andere bulgarische Herrscher des Mittelalters.

## Leben
Das genaue Geburtsjahr von Peter ist unbekannt; um das Jahr 913 war er jedoch schon ein erwachsener junger Mann. Warum er, und nicht sein älterer Bruder Michail, dem Vater auf den Thron folgte, ist nicht geklärt; es könnte dem Einfluss des Boljaren Georgi Sursuvul zuzuschreiben sein, der die Vormundschaft für die beiden Söhne hatte. Dieser könnte Peter bevorzugt haben, weil er sein Neffe war und weil Bulgarien Frieden brauchte, und die Charakterzüge Peters versprachen dies eher als die seines Bruders.
Als Simeon der Große starb, war Bulgarien in einer schwierigen Lage. Die vielen erfolgreichen Feldzüge hatten zu einer Verknappung der Arbeitskräfte in der Landwirtschaft geführt, da die Armee ihre Soldaten aus der Bauernschaft rekrutierte. Daneben wurde das Land gerade von einer Hungersnot heimgesucht und es herrschten Heuschreckenplagen. Die Steuern waren hoch und die Nachbarstaaten drohten, Bulgarien zu erobern.
Um Stärke zu demonstrieren, drang Peter I. im Sommer 927 mit einem Heer nach Byzanz vor und legte einige Städte Thrakiens in Trümmer. Danach begann er geheime Friedensverhandlungen mit Mitkaiser Romanos I. Lakapenos von Byzanz. Der Frieden wurde in Mesembria im Beisein der bulgarischen und byzantinischen Aristokratie geschlossen; am 8. November 927 heiratete Peter die Tochter des byzantinischen Thronfolgers Christophoros Lakapenos. Bulgarien bekam nach diesem Vertrag Gebiete zurück, die von Byzanz erobert worden waren und Byzanz musste den Zarentitel für die bulgarischen Herrscher anerkennen, womit sie die bulgarischen Herrscher auf die gleiche Stufe wie die eigenen stellten. Zusätzlich wurde die Unabhängigkeit der bulgarischen Kirche anerkannt. Somit erzielte die Diplomatie Bulgariens einige große Erfolge im Verhältnis zu Byzanz; Zar Peter I. erlangte ein enormes politisches Ansehen, obwohl sein Vater Simeon der Große den militärischen Grundstein für die Durchsetzung dieser Ziele gelegt hatte.
Diesen außenpolitischen Erfolgen standen innenpolitische Schwierigkeiten gegenüber: Peter gelang es nie, innerhalb seiner Familie Ordnung zu schaffen. Simeon hatte den ältesten Sohn in ein Kloster geschickt und den zweitgeborenen zum Zar gemacht. Zuerst rebellierte der jüngere Bruder Iwan gegen den Zaren und mit ihm viele bulgarische Adlige. Der Aufstand misslang jedoch und die Aufständischen wurden eingekerkert. Kurz darauf floh der ältere Bruder Michail aus dem Kloster und nahm eine Festung in Mazedonien ein. Dort starb er aber recht bald und seine Anhänger sahen sich gezwungen, Bulgarien zu verlassen.
Im Jahre 931 brachen an der Westgrenze Bulgariens Serbenaufstände aus, in deren Folge Peter I. den unabhängigen serbischen Staat anerkennen musste. Aus dem Norden bedrohten derweil die Magyaren die bulgarischen Territorien. Sie hatten sich nach der Niederlage gegen Simeon den Großen zurückgehalten. Ab 934 griffen sie jedoch massiv an. Da die Truppen Bulgariens die Magyaren nicht aufhalten konnten, drangen diese häufig bis ins byzantinische Thrakien vor.
Die Beziehungen zu Byzanz verschlechterten sich indes, besonders nach dem Tod Zarin Marias, der Frau von Peter. 963 sandte Byzanz ein Ultimatum an Peter, worin gefordert wurde, seine Söhne als Geiseln nach Konstantinopel zu senden und die Magyaren nicht auf byzantinisches Gebiet vorzulassen. In dieser Bedrohung schloss Peter 965 einen Friedensvertrag mit den Magyaren, laut welchem die Magyaren einen Zugang nach Byzanz bekamen und Bulgarien Byzanz nicht beistehen würde. Als dann 966 bulgarische Boten in Konstantinopel Tribut einfordern wollten, wurden sie von Mitkaiser Nikephoros II. Phokas gefangen genommen und schließlich mit einer Kriegserklärung zurückgeschickt. Ein folgendes Friedensangebot mit der Auflage, den Magyaren den Krieg zu erklären, lehnte Zar Peter I. ab.
Der byzantinische Mitkaiser brachte den Fürsten von Kiew, Swjatoslaw, dazu, Bulgarien anzugreifen. Im Jahr 968 landeten etwa 60.000 Russen auf der bulgarischen Seite der Donau. Sie nahmen etwa 80 Festungen ein und schlugen das bulgarische Heer vernichtend. Wahrscheinlich unter Einfluss der bulgarischen Diplomatie fielen die Petschenegen in russisches Gebiet ein und belagerten die Hauptstadt Kiew. Als ein Jahr später die Russen erneut angriffen, erlitt Peter I. unter dem Eindruck der Niederlage seiner Streitkräfte einen Schlaganfall und verstarb ein Jahr später, nachdem er noch schnell in ein Kloster eingetreten war.
Nicht lang nach seinem Tod wurde Peter von der orthodoxen Kirche kanonisiert.
Obwohl in der Regierungszeit von Zar Peter I. fast immer Frieden herrschte, wurde das Leben für die einfachen Menschen immer schwerer, wohingegen der Klerus immer mehr Reichtum ansammelte. In diese Zeit fiel daher auch die Entstehung der Bogomilenbewegung, die dem Protest der einfachen Bevölkerung gegen die Unterdrückung durch die Feudalmacht Ausdruck verlieh. Inhalt der Predigten der Bogumilen war Kritik an der bestehenden Machtordnung, insbesondere der Kirche; sie riefen dazu auf, nicht den Bojaren, dem Zaren oder dem Heer zu dienen, weil diese die Werke des Teufels seien.
Auf dem Thron folgte ihn sein Sohn Boris II.
Siehe auch: Liste der Herrscher von Bulgarien